# طبلبه
طبلبه (به عربی: طبلبة) یک منطقهٔ مسکونی در تونس است که در استان منستیر واقع شده‌است. طبلبه ۳۷٬۴۸۵ نفر جمعیت دارد.